# Rote Mangrovenkrabbe
Die Rote Mangrovenkrabbe (Manarma moeschii, Synonym: Sesarma moeschii) wurde im Jahr 2020 von der Gattung Pseudosesarma in die neu aufgestellte Gattung Manarma innerhalb der Krabbenfamilie Sesarmidae transferiert.

## Merkmale
Die Rote Mangrovenkrabbe besitzt charakteristisch rot gefärbte Scheren. An den Scheren der Männchen lässt sich eine Wulst erkennen. Der Carapax ist meist braun, seltener auch gesprenkelt. Die Carapaxbreite kann bis zu 3 Zentimeter betragen. Die Farbe des übrigen Körpers ist dunkelgrau bis fast schwarz. Während der Paarungsbereitschaft können auch die Innenseiten der Beine und die Kiemenregionen rot oder orange gefärbt sein. 

### Häutung

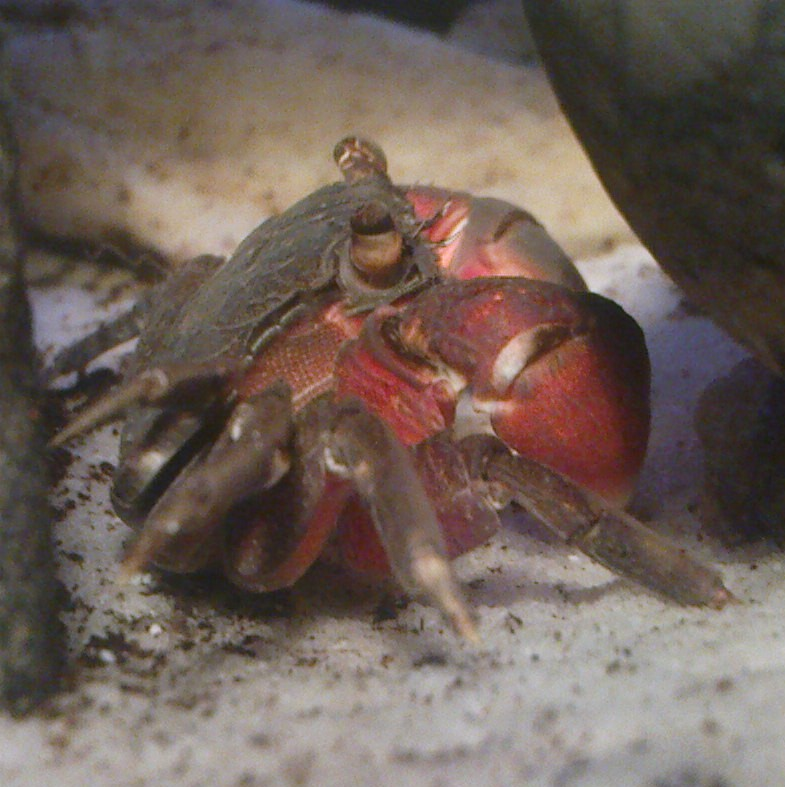
Die Rote Mangrovenkrabbe kurz nach der Häutung

Wie bei allen Dekapoden wächst der Panzer nicht mit. Deshalb müssen sich die Krabben in gewissen Zeitabständen häuten. Dabei platzt ihr Hinterleib auf und sie steigen nach hinten aus. Gliedmaßenverluste werden bei einer Häutung ausgeglichen, Scheren brauchen meist einige Häutungen, bis sie wieder ihre volle Größe erreicht haben. Im fortschreitenden Alter verringert sich die Anzahl der Häutungen, ein zweijähriges Tier häutet sich nur zwei- bis dreimal pro Jahr. Nach der Häutung entfaltet sich der neue, weiche Panzer, bis er nach zwei Tagen gänzlich aushärtet. Während der Wachstumsphase ist die Krabbe gegen Angriffe und heftige Stöße nicht geschützt. Außerdem wird die Färbung der Krabbe nach der Häutung stark verändert, und normalisiert sich im Laufe der Zeit wieder.

## Verbreitung
Die Rote Mangrovenkrabbe stammt ursprünglich aus den tropischen Mangrovenwäldern Südostasiens, wo sie in den schlammigen Uferzonen lebt. Sie kommt in Thailand aber auch in Malaysia und an den Küsten der Inseln Indonesiens vor.

## Vermehrung
Mangrovenkrabben brauchen für ihre Vermehrung Salzwasser. Die hochschwangeren Weibchen entlassen ihre Larven im Brackwasser. Die Larven wandern dann in die offene See, wo sie mehrere Zoea-Stadien und das Megalopa-Stadium durchschreiten, bis sie als voll entwickelte Jungkrabben in ihre Heimat zurückkehren. Diese Art der Vermehrung wird auch als Primitiver Fortpflanzungstypus bezeichnet. Es ist jedoch auch möglich, sie im Haltungsbecken zu vermehren.

## Systematik und Taxonomie
Verschiedene morphologische Merkmale, die von denen verwandter Arten der Gattung Pseudosesarma abweichen – zu der die Rote Mangrovenkrabbe bis zum Jahr 2020 gezählt wurde –, haben dazu geführt, dass für diese Krabbe und die nahe verwandte Art Manarma johorense eine eigene Gattung geschaffen wurde. Der Gattungsname Manarma ist eine Kombination aus dem Namen des Zoologen Johannes Govertus de Man (1850–1930) und dem Gattungsnamen Sesarma. De Man war der Erstbeschreiber der Roten Mangrovenkrabbe, der er 1892 den wissenschaftlichen Namen Sesarma moeschii gab. Der Artname moeschii erinnert an den Schweizer Geologen und Paläontologen Casimir Mösch (1827–1898), der auf Sumatra zwei Exemplare der Roten Mangrovenkrabbe  aufgesammelt und für die Erstbeschreibung zur Verfügung gestellt hatte. Der Artname wird, auch in deutschsprachigen Beschreibungen der Krabbe, oft falsch als moeshi wiedergegeben.

## Haltung

### Grundsätzliches
Die Haltung der Roten Mangrovenkrabbe ist generell ab einem Beckenvolumen von 54 Litern möglich. Die Art kann auch problemlos zusammen mit Manarma johorense oder verwandten Arten aus der Gattung Pseudosesarma, beispielsweise der Rotbraunen Mangrovenkrabbe (Pseudosesarma crassimanum) gehalten werden. Eine Haltung in Brackwasser ist möglich.

### Beckeneinrichtung
Da diese Tiere in ihrer natürlichen Heimat in Erdhöhlen leben, benötigen sie auch im künstlichen Lebensraum einen Landteil. Als Bodengrund ist unbelastete Erde zu verwenden, in Geschäften erhältliche Blumenerde kann Schadstoffe enthalten und die Tiere vergiften. Als Alternative können Gemische aus Erde und Sand oder Terrarienhumus genutzt werden. Korkröhren als Verstecke und Steine sollten vorhanden sein. Ideal zur Aufteilung sind ein Drittel Land und zwei Drittel Wasser, wobei in größeren Becken auch 50 % Land und 50 % Wasser als sinnvoll erscheinen. Im Wasserteil empfehlen sich Kies und Sand als Bodengrund. Es sollten genügend Verstecke für alle Krabben existieren, damit diese ihre Reviere abgrenzen können und Stress vermieden wird. Mangrovenholzwurzeln stellen eine wichtige Nahrungsergänzung da. Bepflanzung stellt ein Problem dar, denn die Krabben sehen diese als Nahrung an. Wasserpflanzen der Gattung Echinodorus (Schwertpflanzen) und Anubias (Speerblätter) erweisen sich als sinnvoll. Mangrovenkrabben benötigen einen leistungsfähigen Filter, der eventuelle Kotreste und Erde einsaugen kann, und eine konstante Temperatur von 22–26 ° Celsius. Die Luftfeuchte auf dem Landteil sollte idealerweise 90–95 % betragen. Mangrovenkrabben sind mit hervorragenden Kletterfähigkeiten ausgestattet, weshalb eine Abdeckung zwingend erforderlich ist. Bereits ein Kabel reicht für eine erfolgreiche Flucht.

### Ernährung und Fütterung
Mangrovenkrabben ernähren sich in ihrem natürlichen Habitat hauptsächlich von herabgefallenem Laub, sind aber dennoch Allesfresser. Daher sollte auch im Haltungsbecken immer Laub vorhanden sein. Eichen-, Buchen-, Ahorn- und Seemandelbaumblätter gehören ebenso wie Erlenzapfen dazu. Zur Nahrungsergänzung sollten, wie im vorigen Text bereits genannt, Mangrovenholzwurzeln im Becken ausliegen, und des Weiteren gelegentlich mit Krebstierfutter gefüttert werden. Mückenlarven, gewöhnliches Fischfutter, Spirulina-Algenflocken, Obst und Gemüse kann ebenfalls als Abwechslungsmöglichkeit zugegeben werden. Hierbei sollte darauf geachtet werden, dass weder Kupfer noch Schadstoffe am Futter sind.

### Verhalten
Mangrovenkrabben weisen ein sehr ausgeprägtes Sozialverhalten auf. Daher sollten mindestens drei Tiere in einer Haltungseinrichtung zusammen leben. Männchen suchen sich ihre festen Reviere, die sie gegen jeden Eindringling, vor allem während der Paarungsbereitschaft, verteidigen. Die Versteckmöglichkeiten müssen in ausreichender Anzahl verfügbar sein. Vor allem neue Tiere halten sich in der Regel fluchtbereit, eingelebte gewöhnen sich an menschliche Gesellschaft und verlieren ihre Scheu, und gehen ihre Revier ab. Am Abend lässt sich besondere Aktivität verzeichnen, während die Tiere morgens und mittags in ihren Verstecken bleiben. Bei Aufeinandertreffen von Männchen kann es zu Streitigkeiten und Gliedmaßenverlusten kommen (→ Häutung), ebenfalls beim Zusammentreffen am Futterplatz. Mangrovenkrabben können ihren eigenen Charakter entwickeln und ihren Halter wiedererkennen. Vereinzelte Tiere lassen sich auch von Hand füttern und versuchen den Pfleger zu erklettern.

#### Vergesellschaftung
Ob eine Vergesellschaftung erfolgreich verläuft, hängt stark von der Beckeneinrichtung, der Beckengröße und dem Charakter der Tiere ab. Um Verluste hinnehmen zu können, erweisen sich Guppys und vermehrungsfreudige Zwerggarnelen der Gattung Neocaridina als sinnvoll.

#### Krankheiten und Probleme
Da die Haltung von Mangrovenkrabben in einem Aquaterrarium viel Fachwissen erfordert, kommt es bei Neueinsteigern oft zu Problemen.
- Kalkmangel: Kalkmangel führt zu Fehlhäutungen, die die Tiere beeinträchtigen oder verenden lassen. Die beste Vorbeugung ist die Zugabe einer Sepiaschale. Weiches, kalkarmes Wasser entzieht das Mineral aus dem Panzer der Tiere und macht diesen leichter angreifbar.
- Rostfleckenkrankheit, Brandfleckenkrankheit: Als Symptome sind kraterartige Flecken auf dem ganzen Körper verteilt zu erkennen. Erlenzapfen und Seemandelbaumblätter können zur Heilung beitragen.
- Sozialer Druck: Werden zu viele Krabben auf zu kleinem Raum gehalten, ist es möglich, dass eine oder mehrere ihren Rang in der sozialen Struktur verlieren. Finden sie keine Versteckmöglichkeiten, ist es möglich, dass sie entweder von den Stärkeren zerfleischt oder infolge einer Sekundärinfektion sterben. Frühzeitig lässt sich ein solches Tier durch starken Gliedmaßenverlust erkennen. Eine Vergrößerung des Lebensraumes oder eine Umstrukturierung erscheint hier als sinnvoll. Zur direkten Behandlung erhält das geschädigte Tier ein Quarantänebecken und wird zusätzlich mit Erlenzapfen und Seemandelbaumblätter behandelt.
- Andere Krankheiten: Zur Behandlung von fast jeder Krankheit empfiehlt sich eine Quarantäne, um eine Weiterverbreitung zu verhindern.

### Vermehrung im Haltungsbecken
Etwa alle drei bis vier Wochen (je nach Temperatur) können die Weibchen ein Eipaket ablassen. Dieses enthält mehrere Tausend Eier. Wenn das Paket sich grau färbt, separiert man das Weibchen in einen Brackwasserbehälter. Schon vorher sollte ein Aufzuchtbecken mit mindestens 54 Litern Inhalt eingelaufen sein. Hier reicht einfacher Sand als Bodengrund aus, die Wassertemperatur sollte 25 ° Celsius betragen und der Salzgehalt bei 25 Gramm/Liter liegen. Idealerweise wird das Becken mit einer einfachen Membranpumpe belüftet. Nach dem Schlüpfen der Larven können sie im Süßwasser maximal 30 Minuten überleben, im Brackwasser je nach Salzgehalt auch mehrere Tage. Die Fütterung erfolgt mit Spirulina-Pulver, später auch mit Artemien. Nach ca. vier Wochen können erste Jungkrabben beobachtet werden, deren Carapaxbreite anfangs nur wenige Millimeter beträgt. In den folgenden Wochen kann man die Jungtiere langsam an Süßwasser gewöhnen.